# Santa Caterina (Riga)
L'Església de la Santa Caterina (en letó: Svētās Katrīnas Romas katoļu baznīca) és una església catòlica romana a la ciutat de Riga, capital de Letònia. L'església està situada al Carrer Šķūņu, 9/11.